# Ácido 4-aminobenzoico
El ácido 4-aminobenzoico, también conocido como ácido p-aminobenzoico o para-aminobenzoico (PABA), es un compuesto orgánico con la fórmula molecular C
7H
7NO
2, caracterizado por ser un polvo cristalino de color blanquecino, inodoro, de sabor amargo y ligeramente soluble en agua. La química de la molécula consiste en un anillo de benceno ligado a un grupo amina y un grupo carboxilo.

## Usos
El PABA es esencial para el metabolismo de algunas bacterias y a veces es designado como vitamina B10. No es esencial para el metabolismo de los seres humanos, por lo tanto no se considera una vitamina en ellos, sin embargo, se emplea en productos de protección solar bajo el nombre de vitamina Bx. En forma de sal potásica, se indica en algunos trastornos fibróticos de la piel.